# Huntdown
Huntdown ist ein Shoot ’em up, das 2020 von der Firma Easy Trigger entwickelt und von Coffee Stain Studios veröffentlicht wurde.

## Spielprinzip
Huntdown ist ein Shoot ’em up. Man kann im Spiel ein Cyborg, Mensch und ein Roboter steuern. Der Spieler kämpft im Spiel gegen Kriminelle. In jedem Level gibt es einen Bossgegner.

## Veröffentlichung
Huntdown wurde von Easy Trigger entwickelt und von Coffee Stain Publishing veröffentlicht. Das Spiel kam am 12. Mai 2020 für Microsoft Windows, macOS, PlayStation 4, Xbox One und Nintendo Switch raus. Mai 2020 erschien das Spiel noch für Android und iOS.

## Rezeption
Huntdown erhielt überwiegend gute Kritiken. Chris Moyse von Destructoid sagte: „Easy Trigger hat seine Liebeserklärung an Grindhouse der 80er so gestaltet, dass es Spieler wie ein Vorschlaghammer trifft und sie mit erstaunlichen Old-School-Visuals, fantastischem Sound, großartiger Musik bombardiert und einen guten Retro-Charme hat“. PJ O’Reilly von Nintendo Life lobte die 16-Bit Grafik vom Spiel und den Soundtrack. Stefano Castelli von IGN Italien lobte ebenfalls das Spiel und sagte, dass das Spiel bemerkenswert und herausfordernd sei, aber man eine Handvoll Stunden, vor allem im Mehrspieler, verbringt. Martin Robinson von Eurogamer lobte die Details im Spiel.